# Dianthus jacobsii
Dianthus jacobsii är en nejlikväxtart som beskrevs av K.H. Rechinger. Dianthus jacobsii ingår i släktet nejlikor, och familjen nejlikväxter. Inga underarter finns listade i Catalogue of Life.